# خواكين بوتيرو
خواكين بوتيرو فاكا (بالإسبانية: Joaquín Botero)‏ (مواليد 10 ديسمبر 1977 في لاباز) لاعب كرة قدم بوليفي سابق دولي يجيد اللعب في خط الهجوم . يلعب حاليا لصالح نادي هينان جيان يي الصيني منذ 2010 .

## روابط خارجية
- خواكين بوتيرو على موقع الاتحاد الدولي (مؤرشف)  (الإنجليزية)
- خواكين بوتيرو على موقع قاعدة بيانات كرة القدم.إي يو (الإنجليزية)
- خواكين بوتيرو على موقع ناشيونال فوتبول تيمز (الإنجليزية)
- خواكين بوتيرو على موقع Soccerway.com (الإنجليزية)
- خواكين بوتيرو على موقع عالم كرة القدم.نت (الإنجليزية)
- خواكين بوتيرو على موقع كووورة